# 理查·海因斯
理查·奧爾丁·海因斯，FRS（英語：Richard Olding Hynes，1944年11月29日—），英國暨美國籍生物學家，美國文理科學院院士，皇家學會院士，美國國家科學院院士。現任霍华德·休斯医学研究所研究員以及麻省理工學院Daniel K. Ludwig 癌症中心教授。

## 生平
海因斯在劍橋大學取得學士、碩士學位，在麻省理工學院取得博士學位。
他也是惠康基金会董事。

## 榮譽
- 1997年 盖尔德纳国际奖
- 2007年 E·B·威爾遜獎章[3]
- 2012年 Infosys Prize
- 2022年 拉斯克基礎醫學研究獎[4]

## 主要著作
- Fibronectins, Springer-Verlag, 1990, ISBN 978-0-387-97050-9
- Surfaces of Normal and Malignant Cells, Books on Demand, ISBN 978-0-608-17580-5

## 外部連結
- （英文）RO Hynes, Google scholar
- （英文）Mit.edu （页面存档备份，存于）
- （英文）Mit.edu （页面存档备份，存于）